# Lista de observadores permanentes da Palestina nas Nações Unidas
Esta é uma lista de observadores permanentes da Palestina, ou outros chefes de missão, na Organização das Nações Unidas em Nova Iorque.
A Palestina tem o estatuto de observador permanente das Nações Unidas desde novembro de 1974.
| Início | Término | Observador permanente (Chefe de missão) | Cargo                 | Credenciais |
| ------ | ------- | --------------------------------------- | --------------------- | ----------- |
| 1974   | 1991    | Zuhdi Labib Terzi                       | Observador permanente |             |
| 1991   | 2005    | Nasser al-Kidwa                         | Observador permanente |             |
| 2005   | atual   | Riyad Mansour                           | Observador permanente | 2005-10-05  |